# 別所町小林 (三木市)
別所町小林（べっしょちょうこばやし）は、兵庫県三木市にある大字。郵便番号は673-0434。

## 地理
- 別所地区の南側に位置し、かつては農業地帯であったが、現在は住宅地帯が進み、農業地域と住宅地域が混在している地域である。古くは「御林」と呼ばれており、1720年頃に開墾が進んだが、水の便が悪くため池が作られた。[1] [2]東側は志染町広野、志染町西自由が丘、自由が丘本町、宿原、さつき台、西側は別所町興治、別所町高木・南側は神戸市西区神出町小束野、神出町勝成・北側は福井に隣接している。

## 歴史
- 1954年6月1日 - 三木市を新設し、三木市別所町小林になる。

### 字域の変遷
| 実施前           | 実施年       | 実施後           |
| ---------------- | ------------ | ---------------- |
| 美嚢郡別所村小林 | 1954年6月1日 | 三木市別所町小林 |

## 施設

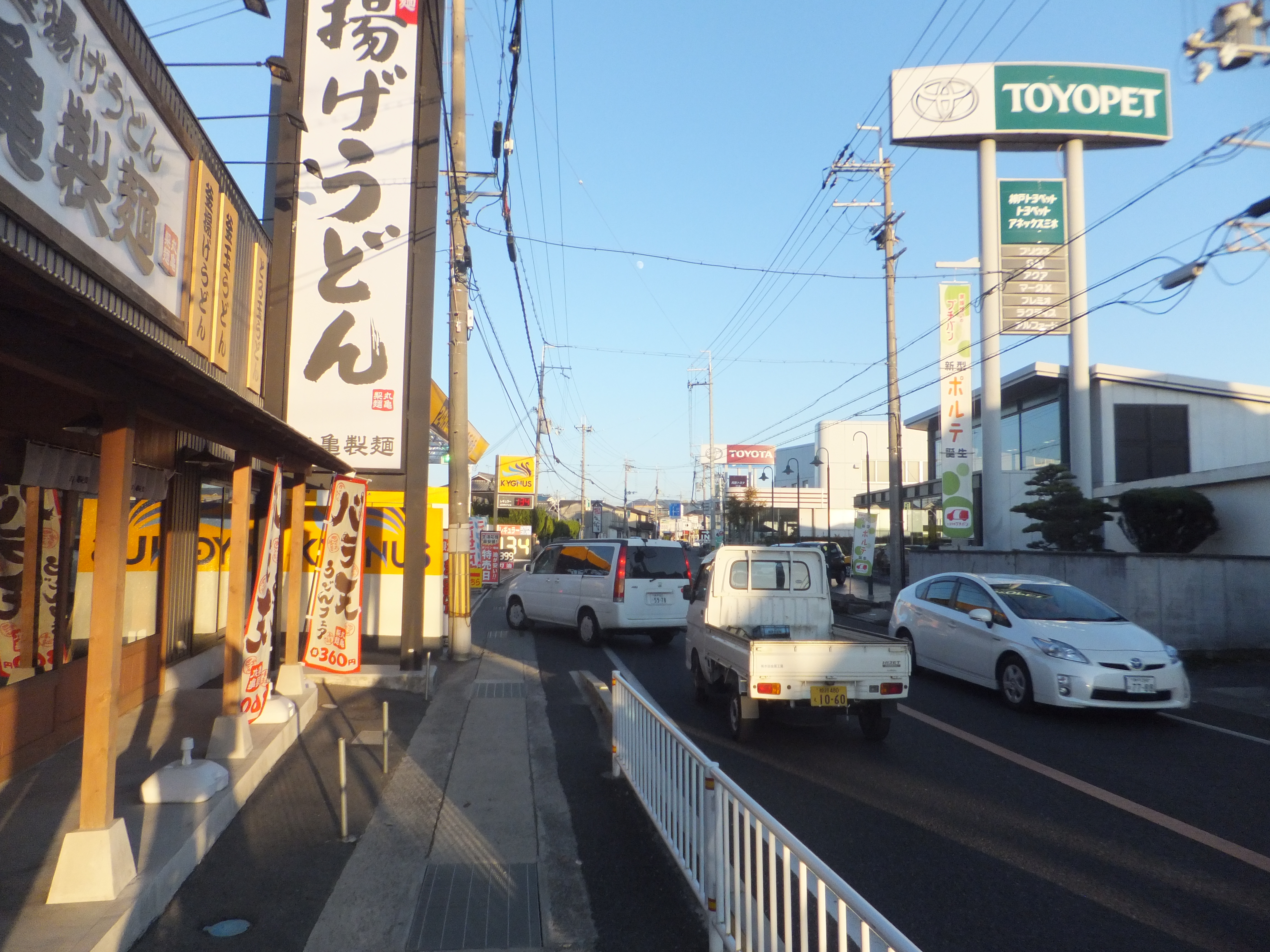
別所町小林字釜ヶ谷にある兵庫県道22号神戸三木線沿いの商業施設群

小字釜ヶ谷にある兵庫県道22号神戸三木線沿いに商業施設が多く立地している。
- 三木郵便局
- 兵庫県立三木東高等学校
- ミヤナガ
- 三木市クリーンセンター
- 三木光司園
- 広野自動車教習所
- コープこうべ協同購入センター三木営業所
- 神戸マツダ
- 兵庫トヨタ
- ホンダカーズ三木店
- トヨタカローラ兵庫
- ネッツトヨタゾナ神戸
- ローレルハイツ北神戸
- 三木大和会館
- 兵庫日産自動車
- アルカスーパードラッグ三木店
- ディスカウント ドラッグコスモス別所小林店
- サラダコスモ三木生産センター
- タイヤ館三木
- とだ園芸

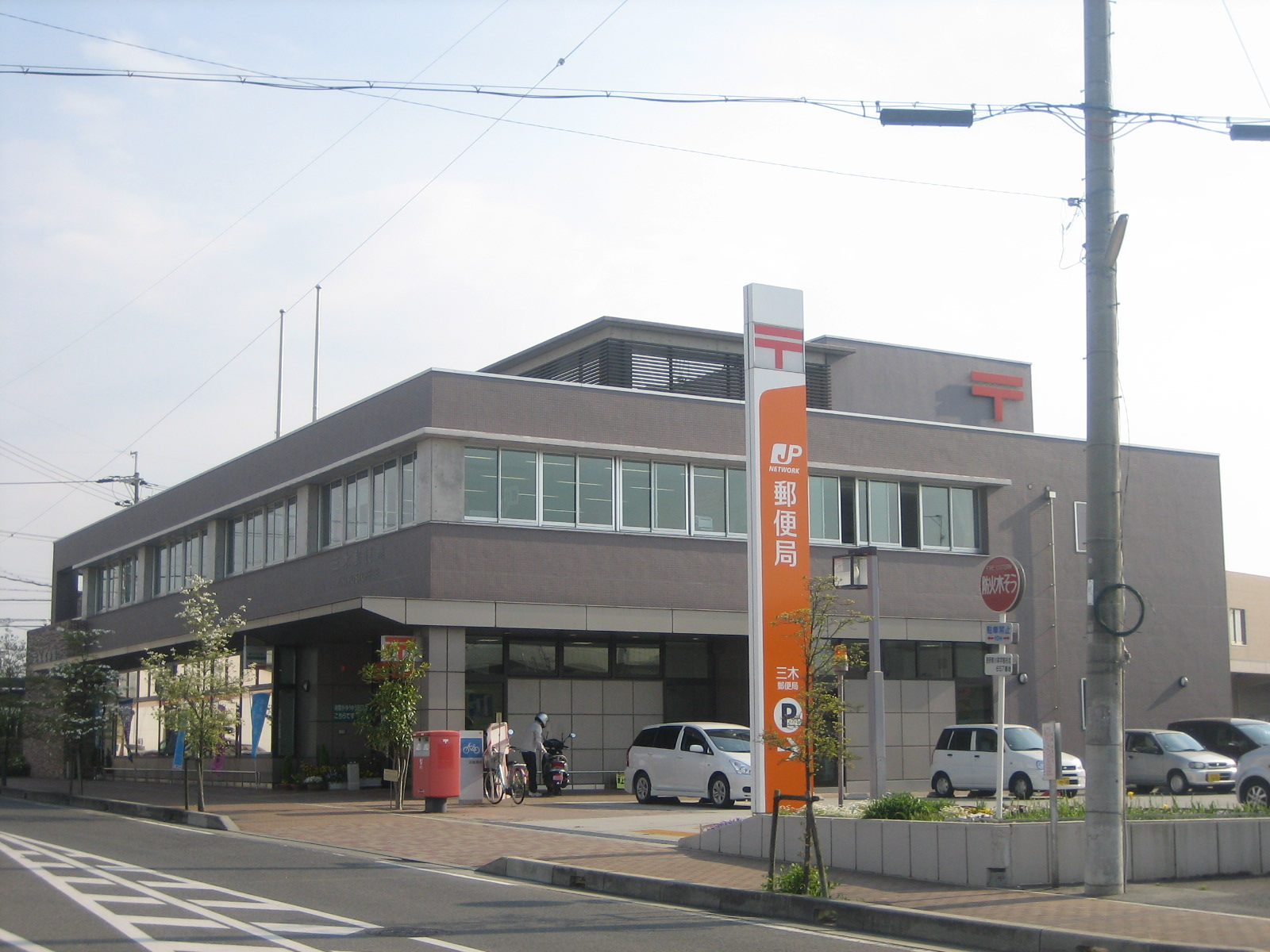
三木郵便局
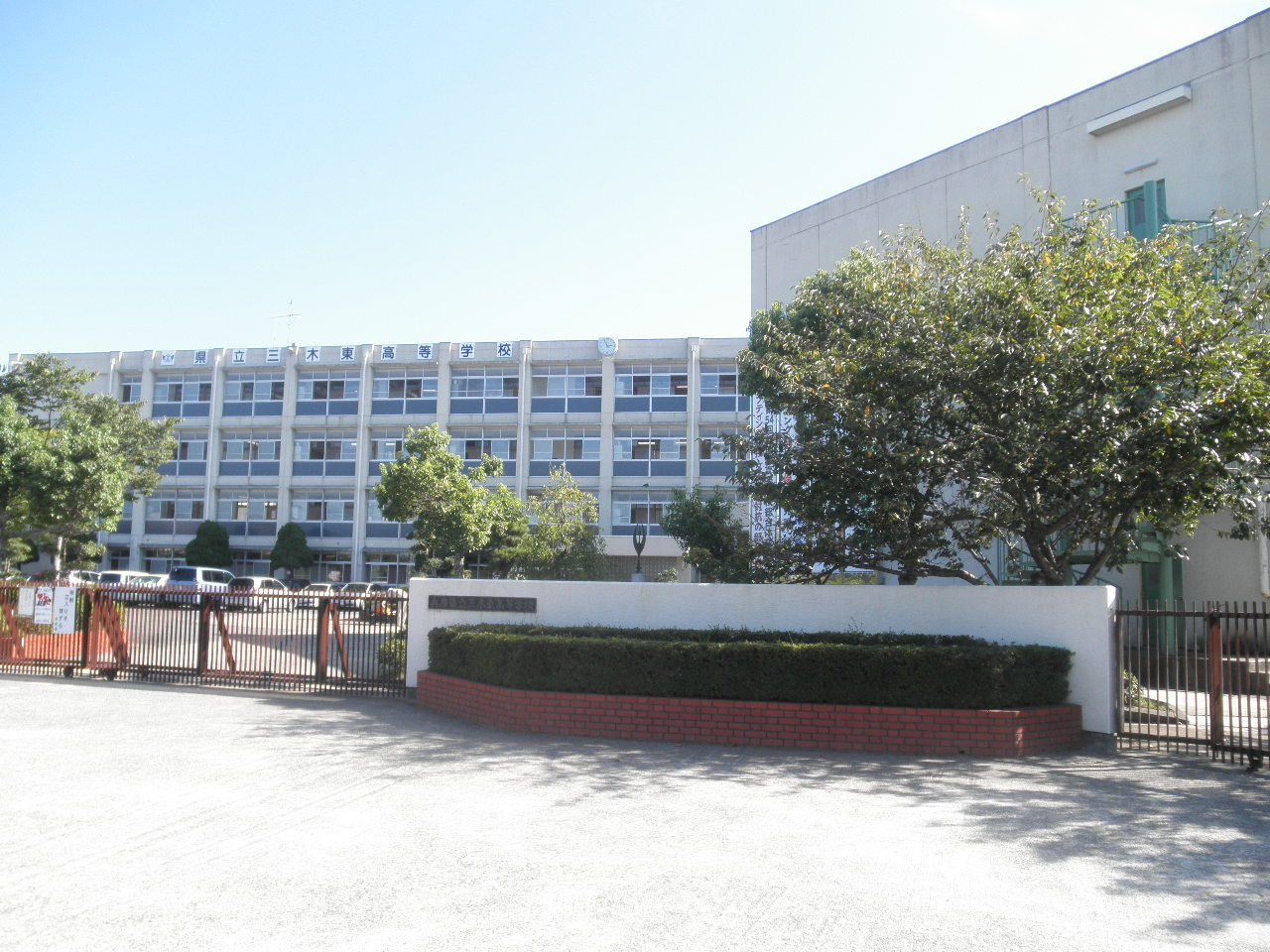
兵庫県立三木東高等学校
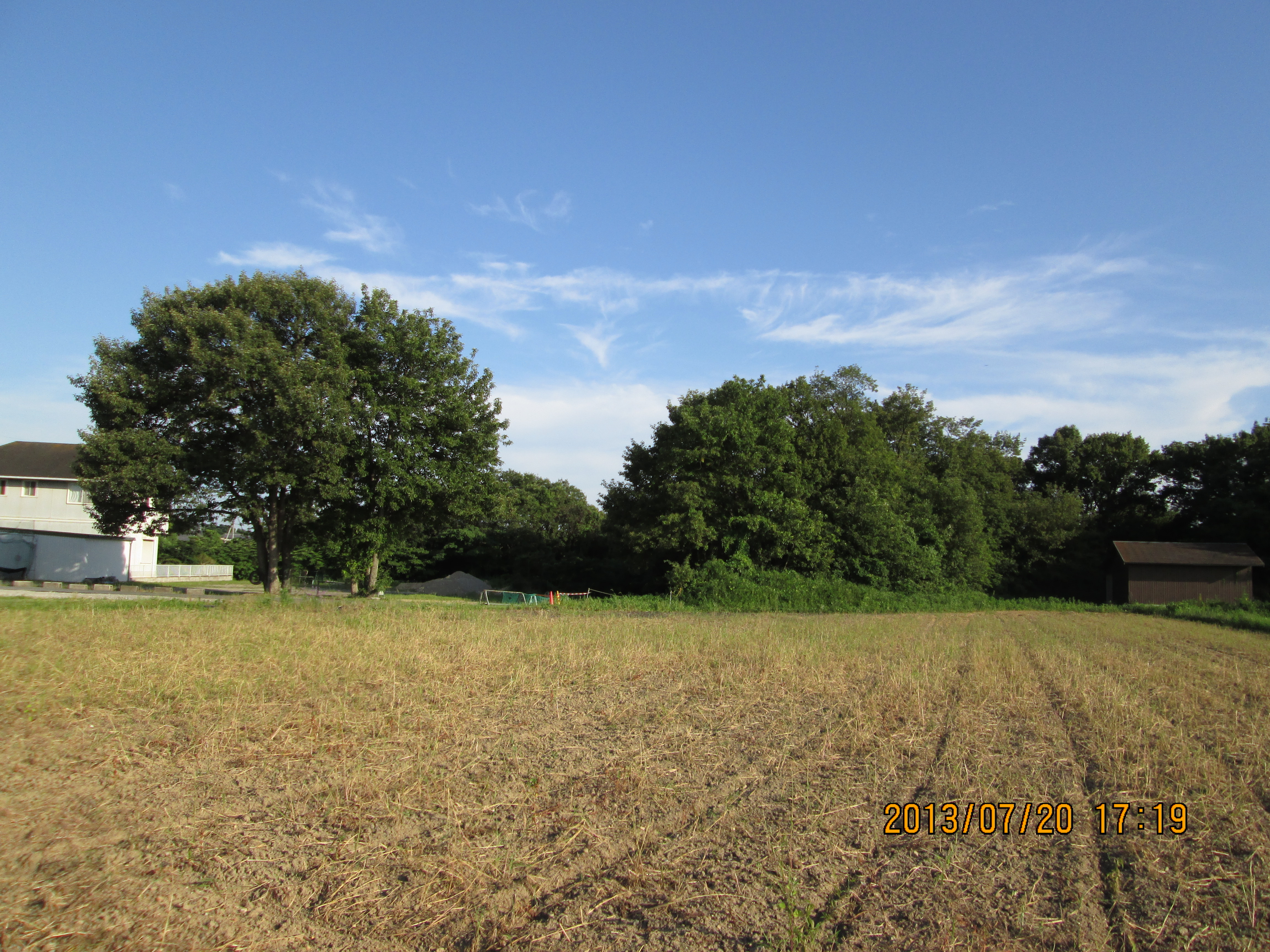
三木光司園
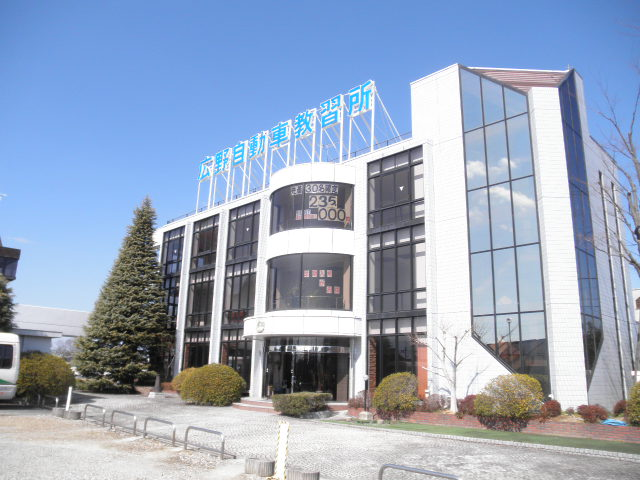
広野自動車教習所
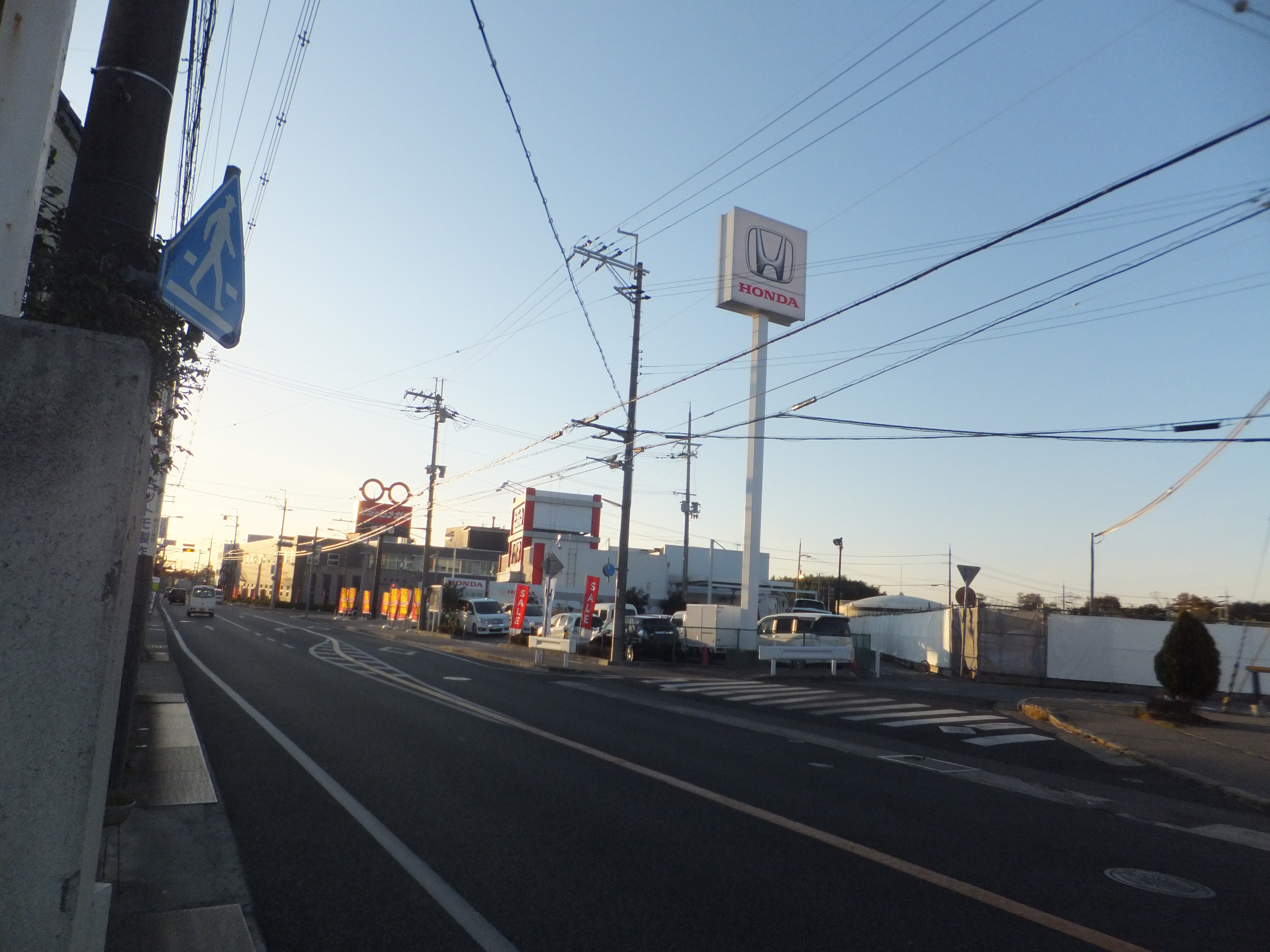
ホンダカーズ三木店
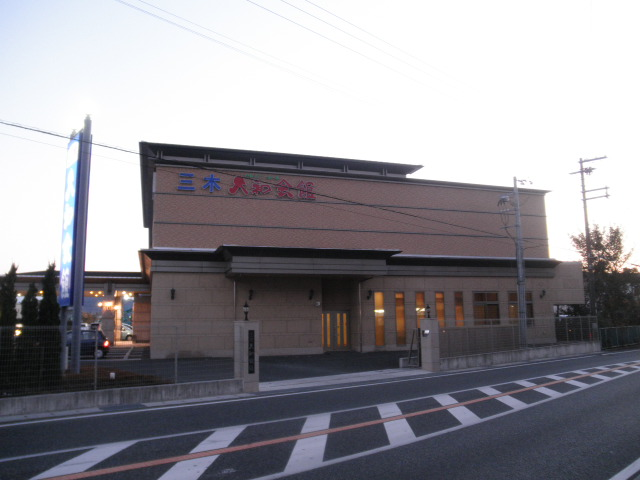
三木大和会館
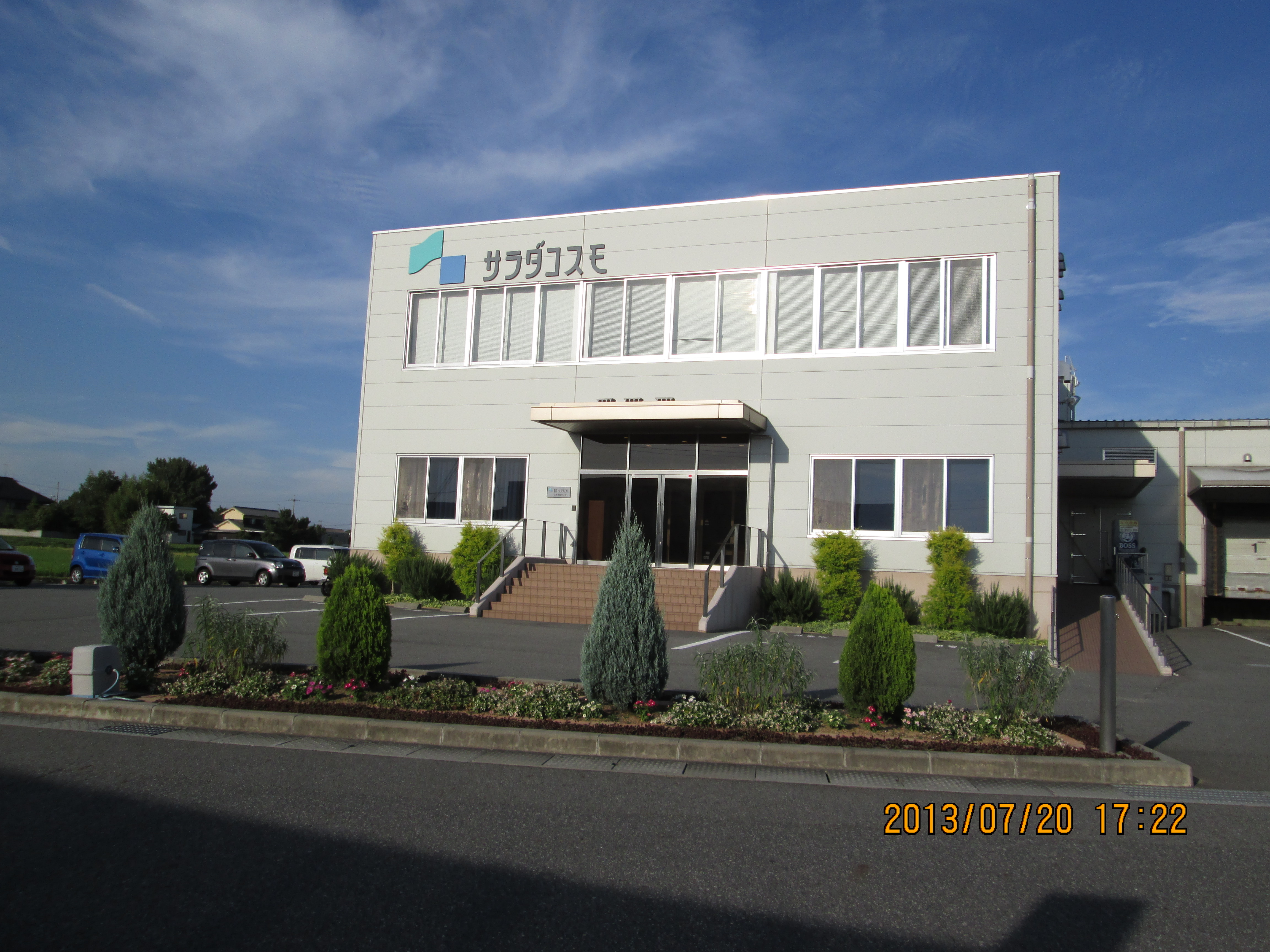
サラダコスモ三木生産センター

## 小・中学校の学区
| 大字 | 番地                             | 小学校             | 中学校               |
| ---- | -------------------------------- | ------------------ | -------------------- |
| 小林 | 693番地以下735番地以上の地域以外 | 三木市立広野小学校 | 三木市立三木東中学校 |
| 小林 | 693番地以下735番地以上の地域     | 三木市立三樹小学校 | 三木市立三木中学校   |

## 交通

### 鉄道
地内には鉄道は走っていない。ただし、東端部至近の志染町広野に神戸電鉄粟生線の志染駅がある。

### バス
- みっきぃバス

### 道路
- 国道175号三木バイパス（国道427号と重複している。）
- 兵庫県道22号神戸三木線
- 兵庫県道513号三木環状線
- 兵庫県道514号志染土山線

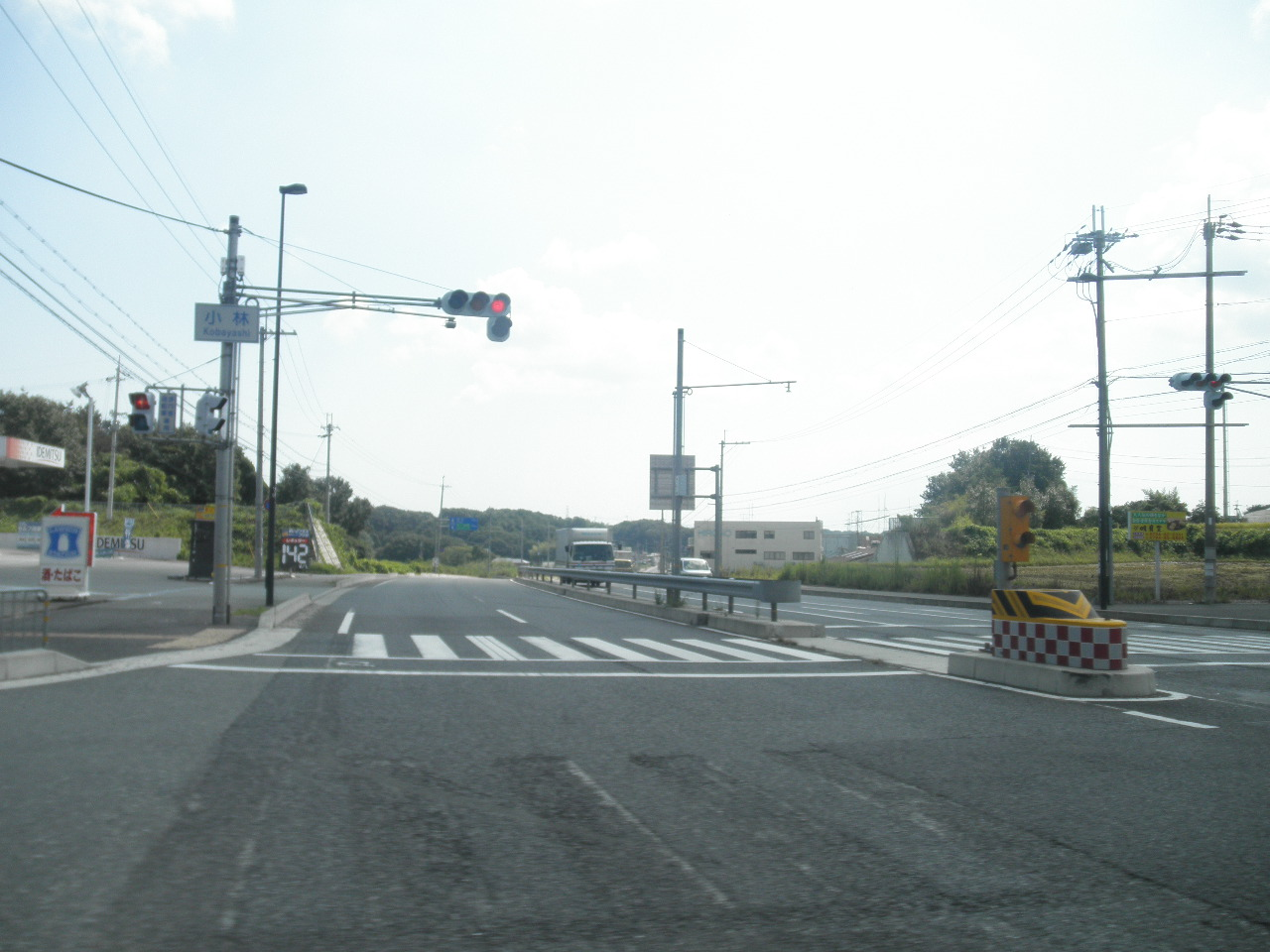
国道175号
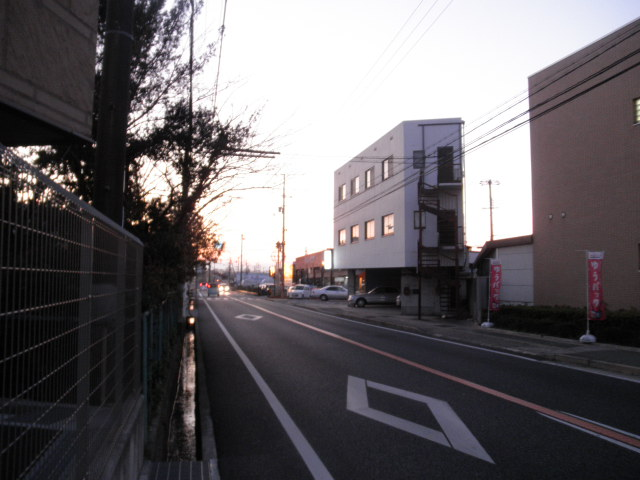
兵庫県道22号神戸三木線
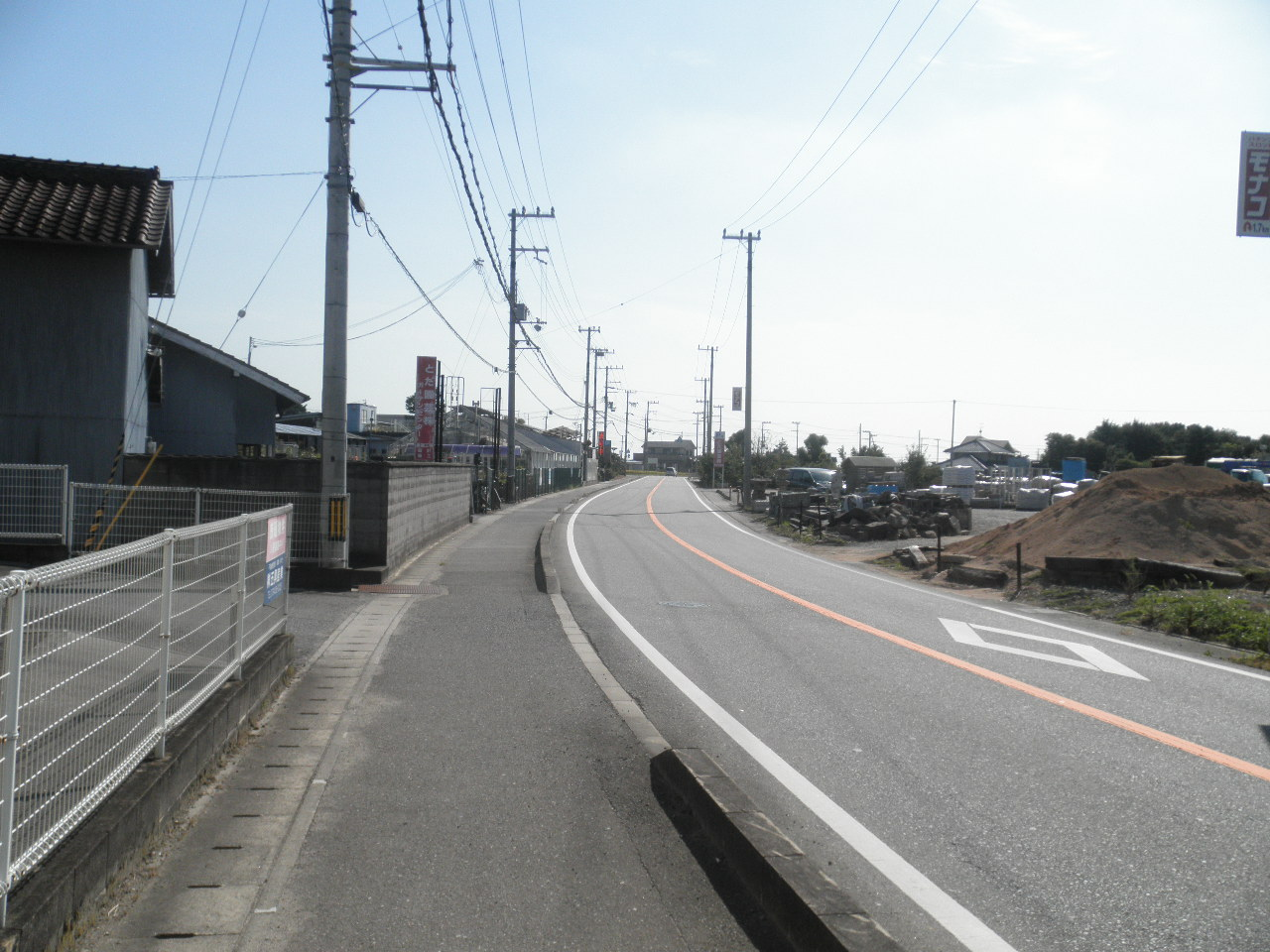
兵庫県道513号三木環状線